# Región de Detmold
La Región de Detmold (en alemán Ostwestfalen-Lippe) es una de las cinco regiones administrativas (Regierungsbezirk) del estado de Renania del Norte-Westfalia, Alemania, localizada al este del estado. Su capital es la ciudad de Detmold. Fue fundada en 1947, después de que el Land Lippe decidiera unirse a Renania del Norte-Westfalia y se fusionara con Ostwestfalen.
Tiene un área de 6.518 km² y una población de 2.070.963 habitantes (2005).

## Geografía
La región de Detmold se encuentra al este del estado de Renania del Norte-Westfalia.
Limita al norte y al este con la Baja Sajonia, al sur con Hesse (región de Kassel), al sudoeste con la región de Arnsberg y al oeste con la región de Münster. 
| Kreise (distritos rurales)                                                 | Kreisfreie Städte (distrito urbano) |
| -------------------------------------------------------------------------- | ----------------------------------- |
| 1. Gütersloh 2. Herford 3. Höxter 4. Lippe 5. Minden-Lübbecke 6. Paderborn | 1. Bielefeld                        |

## Política
Los presidentes de la región de Detmold, desde 1947, han sido:
- desde 2019: Judith Pirscher
- desde el 21 de julio de 2005: Marianne Thomann-Stahl
- desde el 1 de mayo de 2001: Andreas Wiebe
- desde oktubre de 1995: Christa Vennegerts
- desde 1979: Walter Stich
- desde 1964: Ernst Graumann
- desde 1952: Gustav Galle
- desde el 1 de febrero de 1947: Heinrich Drake